# Эйнштейн, Альфред
Альфред Эйнштейн (нем. Alfred Einstein; 30 декабря 1880, Мюнхен, — 13 февраля 1952, Эль-Серрито, Калифорния, США) — немецкий музыковед-историк, музыкальный критик, издатель.

## Биография
Альфред Эйнштейн родился и вырос в Мюнхене в еврейской семье. Отец, Людвиг Эйнштейн, был совладельцем фирмы C. Neuburger & Einstein, Seiden- und Sammtwaren en gros. Относительно его родства с Альбертом Эйнштейном источники расходятся: одни называют их двоюродными братьями, другие утверждают, что родственная связь между ними не установлена.
В детстве Альфред Эйнштейн обучался игре на скрипке; но по окончании Королевской гимназии Терезии в 1899 году по настоянию родителей поступил на юридический факультет Мюнхенского университета. Отучившись год, Эйнштейн навсегда расстался с юриспруденцией и посвятил себя музыке; изучал музыковедение у А. Зандбергера в Мюнхенском университете, брал уроки композиции у А. Бер-Вальбрунна в Академии музыки.
В 1903 году Эйнштейн окончил Мюнхенский университет со степенью кандидата наук, доцентуру, однако, не получил. Выступал в печати как музыкальный критик: в 1909—1917 годах был рецензентом газеты «Münchener Neuesten Nachrichten», в 1918—1927 годах — «Münchener Post». Одновременно в 1918—1933 годах был редактор журнала «Zeitschrift für Musikwissenschaft», в 1927—1933 годах — референтом «Berliner Tageblatt».
После прихода нацистов к власти в 1933 году Эйнштейн, будучи евреем, вынужден был покинуть Германию; эмигрировал в Лондон, затем, в 1939 году, в США и в 1944 году принял американское гражданство. До 1950 года был профессором колледжа.

## Научная деятельность
Альфред Эйнштейн — один из крупнейших музыковедов XX века. Его монографии и многочисленные статьи посвящены главным образом немецкой и итальянской музыке XVI—XVIII веков; наиболее известна его книга о Моцарте, впервые опубликованная в США в 1945 году, в русском переводе изданная под названием «Моцарт. Личность. Творчество».
Книга «Итальянский мадригал» (The Italian Madrigal) в трёх томах, опубликованная Эйнштейном в 1949 г. (английский перевод в том же году), считается одним из самых обширных исследований мадригала XVI века и, хотя новейшие исследования привели к пересмотру отдельных авторских выводов, в целом книга сохраняет свою актуальность.
Ещё в Германии Эйнштейн был редактором 9-го (1919), 10-го (1922) и 11-го (1929) изданий знаменитого Музыкального словаря Гуго Римана (Riemann Hugo, Musiklexikon); в 1926 году переработал Новый музыкальный словарь A. И. Халла (Das neue Musiklexikon, nach dem Dictionary of modern music and musicians by A. Eaglefield-Hull), в 1937 году — «Хронологически-тематический указатель всех сочинений Вольфганга Амадея Моцарта», составленный Л. Кёхелем.

### Сочинения
- «Глюк» (Gluck. London, 1936)
- «Моцарт. Личность. Творчество» (Mozart. His character, his work. New-York, 1945)
- «Итальянский мадригал» (The Italian madrigal. Princeton, 1949)
- «История музыки» (Geschichte der Musik. Zürich — Stuttgart, 1953)